# متدثريات
المتدثريات (الاسم العلمي: Chlamydiales) هي رتبة من البكتيريا تتبع طائفة المتدثرات من شعبة البكتيريا المتدثرية.

## فصائل
- المتدثرية